# Phthirusa bisexualis
Phthirusa bisexualis là một loài thực vật có hoa trong họ Loranthaceae. Loài này được Rizzini miêu tả khoa học đầu tiên năm 1984.